# PhilliBustas
PhilliBustas is een Belgische hiphopgroep die in 1997 werd opgericht in Leuven.
In 1998 verscheen hun eerste demo daaruit belandde het nummer Fake Ass Gangstas op de compilatie Frithop is dood. Datzelfde jaar tekenden ze een platencontract bij Mental Records. In 2000 bereikte de groep de finale van Humo's Rock Rally.
In 2004 versterkte MC Jef de rangen, in 2007 stapte DJIN uit de PhilliBustas en werd vervangen door skipp. 
W.I.M. en Beeznuts speelden mee op de albums Seriewoordenaar en Nachtstschade van ABN. 
In 2011 zongen ze samen met LC Morais het 'Hoe mooi'-lid van Yeti, een lied tegen pesten.

## Leden
- skipp: DJ
- Jef: MC
- Nupstr: MC
- W.I.M. : MC

## Ex-leden
- Beeznuts : DJ
- DJIN : DJ

## Discografie
- 2002 - Philliepuur
- 2004 - Emotie Van Wantrouwen
- 2006 - R.I.P. de Mic
- 2008 - Modderpiff